# Чо Юри
Чо Юри (кор. 조유리, 曺柔理; род. 22 октября 2001, Пусан, Республика Корея) — южнокорейская певица и актриса. Бывшая участница южнокорейско-японской гёрл-группы Iz*One. Впервые она получила известность после участия в реалити-шоу Produce 48 в 2018 году, где заняла третье место и дебютировала с Iz*One 29 октября 2018 года.
После распада Iz*One в апреле 2021 года Чо начала успешную сольную карьеру, выпустив в октябре 2021 года свой дебютный сингл «Glassy», который принёс ей несколько номинаций «Новичок года» на главных музыкальных премиях. В дополнение к своей музыкальной карьере Чо занялась актёрской карьерой, дебютировав в веб-сериале «Подражатель» (2022), а позже сыграв роль Ким Джунхи / Игрока № 222 в сериале «Игра в кальмара» (2024—2025).

## Жизнь и карьера

### Детство и юность
Чо Юри родилась 22 октября 2001 года в городе Пусан, Южная Корея. Детство будущей артистки прошло в атмосфере творческой поддержки семьи.
С раннего возраста девочка увлекалась музыкой: играла на пианино, пела в хоре.
В 14 лет мечтала стать певицей. Это привело её к участию в 13-м открытом прослушивании агентства JYP Entertainment, но она не прошла отбор. Впоследствии молодая певица присоединилась к Stone Music Entertainment, где её прослушивание прошло успешно.

### Музыка
Важным событием в творческой биографии Чо Юри стало участие в шоу Produce 48 от телеканала Mnet. Её талант, харизма и обаяние покорили сердца миллионов зрителей, и она заняла почётное третье место. Шоу открыло перед ней двери в мир большой сцены. Вместе с другими участницами она дебютировала в составе группы Iz*One, которая быстро завоевала популярность как в Корее, так и за её пределами. Группа официально дебютировала 30 октября 2018 года, выпустив свой первый альбом «COLOR*IZ».
После Расформирования группы 29 апреля 2021 года Чо-Юри занялась сольной карьерой, выпустив 7 октября 2021 года свой первый альбом «GLASSY». Также певица записала саундтреки к популярным дорамам, среди которых «Любите ли вы Брамса?», «Бесполезная ложь» («Мой милый лжец»), «Юн Джон Нён: Звезда родилась».

### Кино
Дебют состоялся 22 июля 2022 года в веб-сериале «Подражатель», который стал для неё важным шагом в карьере. Также Юри исполнила роль несовершеннолетней преступницы Сиюн в сериале «Работай позже, веселись сейчас». Её игра поразила зрителей глубиной и естественностью.
В 2024 году Чо Юри появилась во втором сезоне популярного сериала «Игра в кальмара» в роли Ким Джунхи / Игрока № 222, что принесло ей новый успех в кино и повысило уровень её популярности. Повторила эту роль в 2025 году в финальном третьем сезоне сериала.

## Дискография

### Альбомы
- «Glassy» (2021)
- «Op.22 Y-Waltz: in Minor» (2022)
- «Love All» (2023)

### Синглы
- «Glassy»
- «Autumn Memories» (с участием Ли Сок-Хуна)
- «Love Shhh!»
- «Loveable»
- «Taxi»

### Саундтреки
- «My Love» (саундтрек к сериалу «Любите ли вы Брамса?»)
- «Story of Us» (саундтрек к сериалу «Дом на месяц»)
- «Can You Feel My Heart» (саундтрек к сериалу «Любовь по закону»)
- "Run (Female Ver.) (саундтрек к сериалу «Невероятные»)
- «Drink It, Girls!» (саундтрек к сериалу «Работай позже, веселись сейчас»)
- «Down» (саундтрек к сериалу «Увидимся в моей 19-й жизни»)
- «Luv Luv Luv» (саундтрек к сериалу «Бесполезная ложь»)
- «Lost Dreams» (саундтрек к реалити-телепрограмме «Street Woman Fighter 2»)
- «Spring Days Pass» (саундтрек к сериалу «Юн Джон-нён: Звезда родилась»)

## Фильмография

### Телевидение
| Год       | Название                       | Роль                     | Примечание                            |
| --------- | ------------------------------ | ------------------------ | ------------------------------------- |
| 2022      | Подражатель                    | О Роси                   | Главный состав сериала                |
| 2022      | Работай позже, веселись сейчас | Сиюн                     | 2 сезон                               |
| 2024—2025 | Игра в кальмара                | Ким Джунхи / Игрок № 222 | Главная роль (2-й сезон и 3-й сезон ) |

### Компьютерная игра
| Год  | Название                                                       | Роль   | Примечание  |
| ---- | -------------------------------------------------------------- | ------ | ----------- |
| 2025 | Atelier Yumia: The Alchemist of Memories & the Envisioned Land | Юри Чо | Озвучивание |

### Реалити-шоу
| Год  | Название    | Роль      | Примечание        |
| ---- | ----------- | --------- | ----------------- |
| 2017 | Idol School | Участница | Заняла 15-е место |
| 2018 | Produce 48  | Участница | Заняла 3-е место  |

### Телешоу
| Год       | Название                            | Роль      | Примечание |
| --------- | ----------------------------------- | --------- | ---------- |
| 2021—2022 | Adola Travel Agency: Cheat-ing Trip | Участница | Сезоны 1—2 |